# 阿穆克塔火山
52°30′N 171°15′W / 52.500°N 171.250°W

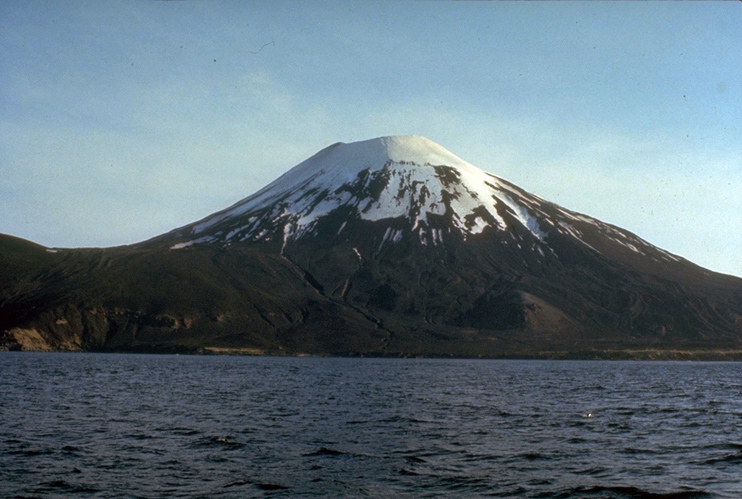

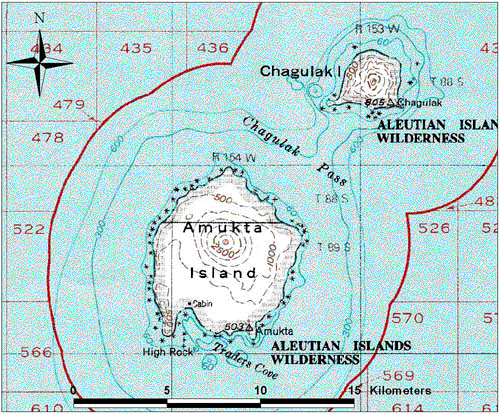

阿穆克塔火山是美國的火山，位於阿穆克塔島，由阿拉斯加州負責管轄，火山底座直徑7.7公里，海拔高度1,066米，最近一次火山噴發在1997年發生。

## 外部連結
- Global Volcanism Program （页面存档备份，存于）
- Alaska Volcano Observatory （页面存档备份，存于）